# Hocus Pocus (groupe)
Pour les articles homonymes, voir Hocus Pocus.
Hocus Pocus est un groupe de hip-hop français, originaire de Nantes, Loire-Atlantique. Formé en 1995, le groupe est principalement influencé par la scène jazz rap américaine des années 1990 comme A Tribe Called Quest, Mos Def, Jay Dee, The Roots, Jurassic 5 et Pete Rock[réf. souhaitée].
Le groupe se compose actuellement de 20Syl, du DJ Greem, David Le Deunff (guitare et chant), Hervé Godard (guitare basse), Matthieu Lelièvre (piano), Antoine Saint-Jean (batterie et des cuivres parfois). 20Syl et Greem sont également membres du groupe de DJs C2C, ex Coups2Cross, quadruple champion du monde DMC.

## Biographie
À l'origine, le groupe est uniquement formé de deux MCs, 20Syl et Cambia. En 1996, ils sortent leur première mixtape Première Formule, enregistrée sur un quatre pistes cassette avec un expander (générateur de sons multitimbral commandé par un clavier MIDI extérieur) [réf. nécessaire]. En 1997, ils rencontrent DJ Greem, et se lancent dans la production d'un premier album. Seconde Formule sort ainsi en 1998, suivi de quelques concerts[réf. nécessaire]. La formule deux MCs, un DJ ne fonctionne pas sur scène[réf. nécessaire], et le groupe commence peu à peu à se disperser. 20Syl continue ses productions de son côté, tandis que Greem se concentre sur le collectif Coups2Cross, notamment avec DJ Atom. En 1999, Cambia décide de quitter le groupe pour se consacrer à ses études mais participe néanmoins aux inédits "Unreleased Tracks" du groupe et à la compilation "Au cœur du Freestyle 2" de DJ Nicholson sorti la même année.
En 2000, les deux premiers recommencent à travailler ensemble, ce qui les amène à faire quelques scènes avec cette nouvelle configuration, un MC et un DJ. Le groupe est lauréat du tremplin des Jeunes Charrues 2002. En 2001, le label On and On Records est créé et le maxi Malade sort, suivi du 8 titres Acoustic HipHop Quintet, édité grâce à leur arrivée en finale lors des Tremplins MCM Session en 2002. Conçu plutôt comme une maquette, l'album remporte plus de succès que prévu. Les scènes se multiplient, deux maxis (Conscient et On & On Part II) sont édités, pour aboutir en février 2005 à l'album 73 Touches. Reivax du site Abcdrduson conclut ainsi sa critique du disque : « Relativement court, cet album n’est pas exempt de critiques. Reste que l’ensemble s’avère globalement de haute tenue, et que l’humilité et l’amour de la musique transpirent à chaque note. »
L'album 73 Touches est réédité fin 2006 chez ULM (un label Universal Music France), avec sept titres en plus et le clip de Hip Hop ? réalisé par Arthur King. En mai 2007 sort le single Vocab! en featuring avec T Love et The Procussions, puis Smile en featuring avec Omar, extraits de leur dernier album Place 54, sorti le 8 octobre 2007 chez Motown France (un label Universal Music France), dans lequel le groupe reprend aussi Petit pays de Cesária Évora. L'album est nommé la catégorie : Album de musiques urbaines pendant les Victoires de la musique 2008 mais sera remporté par MC Solaar. Pour Yannick Sker d'Abcdrduson, « 20Syl devient parfois ennuyeux et trop répétitif », mais il n'oublie pas de faire l'éloge de cet album travaillé si entraînant « Toujours aussi agréable à l’écoute, le mix se veut encore plus soigné qu’avant, de quoi mettre l’accent sur la musicalité et l’orchestration, carte maitresse de la formation. On retrouve donc la même veine artistique qu’auparavant, avec une atmosphère tantôt jazzy, tantôt soul, un esprit résolument positif et des thématiques simples, afin qu’un maximum d’auditeurs puissent s’y retrouver »
En avril 2008 sort le clip Mr tout le monde, de nouveau réalisé par Arthur King. 
Le groupe sort son nouvel album 16 Pièces chez Motown France (un label Universal Music France) le 15 mars 2010. Le premier titre A Mi-chemin (feat. Akhenaton) est dévoilé sur le myspace du groupe le 17 décembre 2009. Le clip de Beautiful Loser (feat. Alice Russell) voit le jour le 10 avril 2010, réalisé par WU YUE puis L'équilibre ft Oxmo Puccino, tourné aux États-Unis, en 2011. La même année l'album est nommé aux Victoires de la Musique 2011 dans la catégorie « Album de musiques urbaines » mais sera remporté par Abd Al Malik. 
Le groupe entame ensuite une tournée, jusqu'en 2012, avant de se séparer pour se consacrer à leurs projets solos. 20Syl et C2C sortent Tetr4 dont Down the road et Happy seront des succès dans les classements français ainsi que 4 victoires de la musique remportées en 2013.
20Syl est de retour en solo en sortant 2 projets EP : Motifs en 2014 et Motifs II en 2015. En parallèle il forme le groupe Alltta avec Mr. J. Medeiros du groupe The Procussions, le duo sort The Upper Hand en 2016 et Facing Giants en 2017. Le duo s'est réuni pour un 3e album à venir courant 2023.
En Juin 2019, le groupe se reforme pour une grande tournée de concerts dans toute la France mais sans nouvel album, 10 ans après 16 Pièces. Le 30 juillet 2022, après 2 ans de Covid-19, le groupe se reforme au complet à l'occasion des 30 ans du Festival des Escales à Saint-Nazaire mais toujours sans l'annonce d'un nouvel album.

## Membres

### Membres actuels
- Sylvain « 20Syl » Richard - MC, composition (depuis 1995)
- DJ Greem - scratches, samples (depuis 1997)
- David Le Deunff - guitare, chant (depuis 2006)
- Hervé Godard - guitare basse (depuis 2004)
- Matthieu Lelièvre - piano (depuis 2004)
- Antoine Saint-Jean - batterie (depuis 2000)

### Anciens membres
- Cambia - MC et composition (1995-1999)
- Yves-Dominique Richard - guitare basse (2000-2003)
- Yannick Busi - piano (2000-2003)

## Discographie

### Maxis et mixtape
- 1996 : Première Formule (mixtape)
- 1998 : Seconde Formule (album autoproduit)
- 2002: Acoustic HipHop Quintet (maxi)

## Distinctions
- Victoires de la musique 2008 : Nommés dans la catégorie « Album de musiques urbaines de l’année » pour l'album Place 54.
- Victoires de la musique 2011 : Nommés dans la catégorie « Album de musiques urbaines de l’année » pour l'album 16 Pièces.
- L'année du Hip-Hop 2008 : Nommés dans la catégorie : Groupe de l'année
- Disque d'or : Plus de 75 000 exemplaires de l'album Place 54 vendus.
- Lauréat du tremplin des Jeunes Charrues 2002 du festival des Vieilles Charrues